# 马斯比尔
马斯比尔（德語：Maasbüll）是德国石勒苏益格－荷尔斯泰因州的一个市镇。总面积7.71平方公里，总人口706人，其中男性353人，女性353人（2011年12月31日），人口密度92人/平方公里。